# Kaijonharju
Kaijonharju (en finnois : Kaijonharjun kaupunginosa) est  un  quartier du district de Kaijonharju de la ville d'Oulu en Finlande.

## Description
Le district compte 3 861 habitants (31.12.2018).

## Galerie

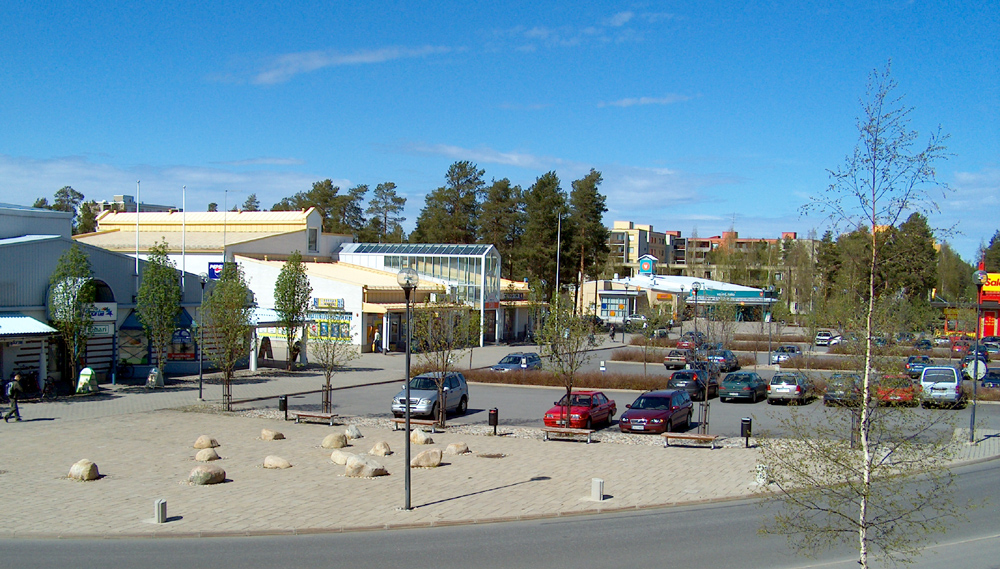
Centre de Kaijonharju.
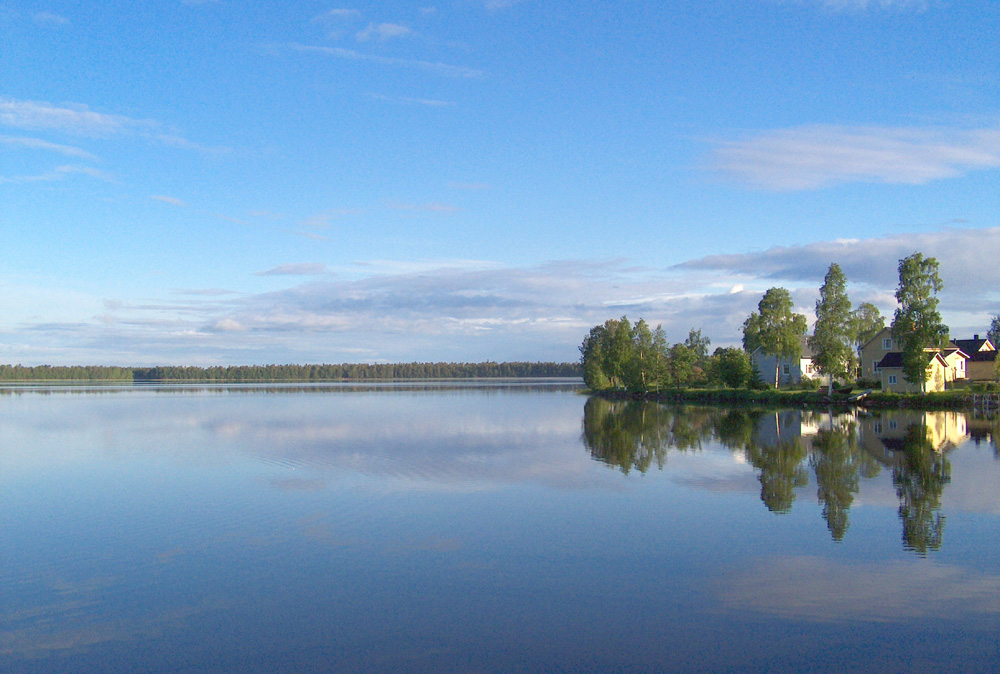
Kuivasjärvi.
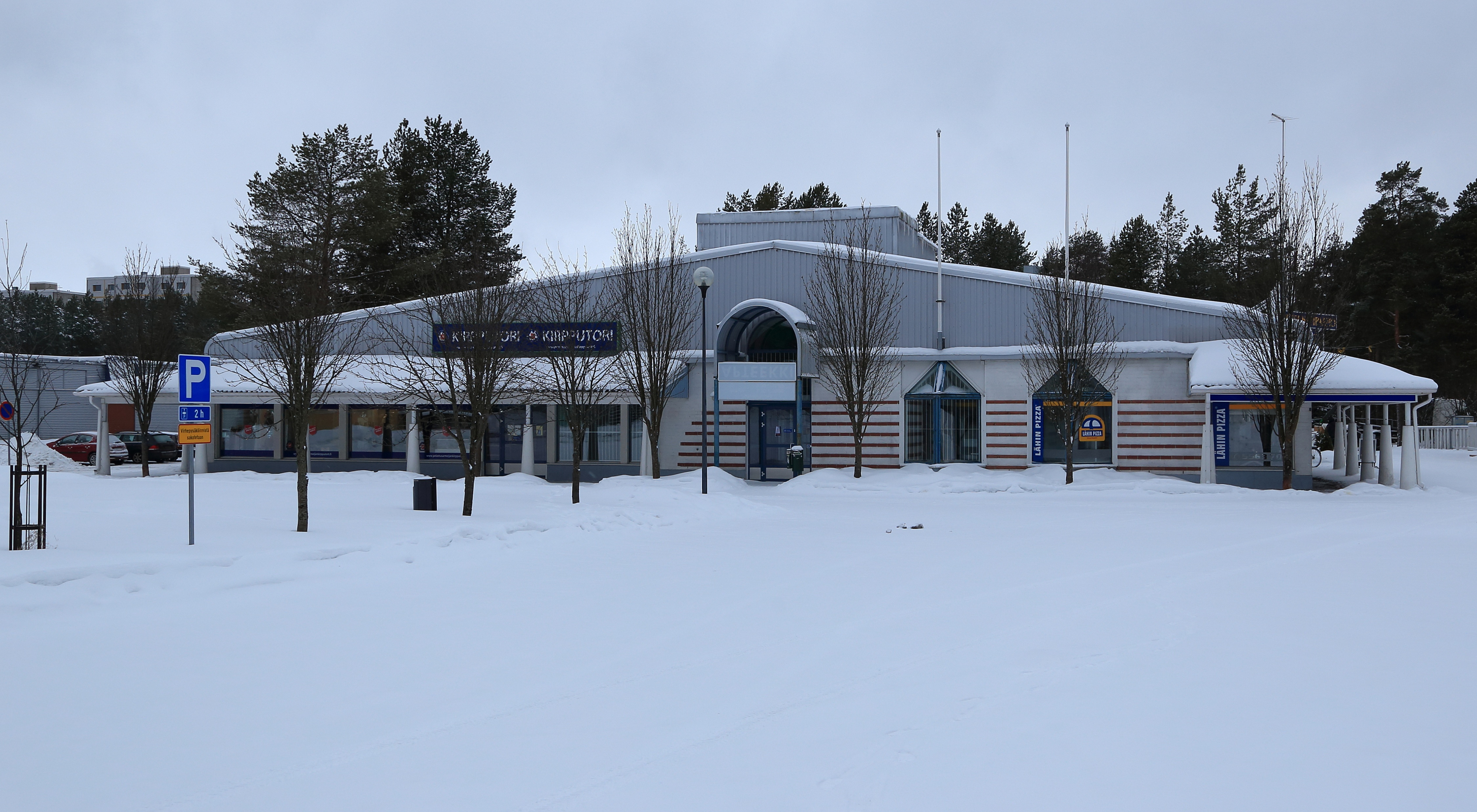
Centre commercial.
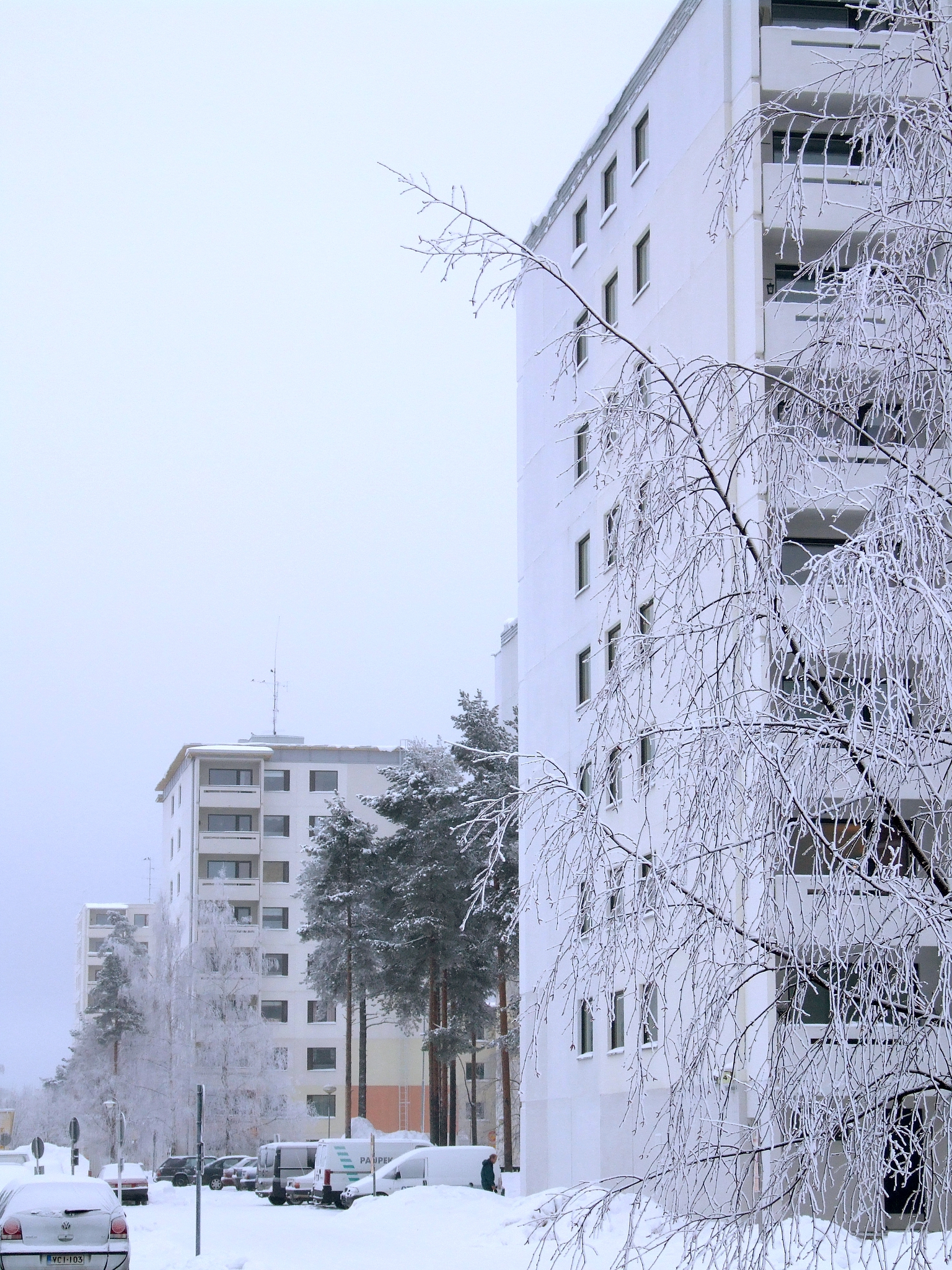
Immeuble de Kaijonharju.